# Pseudagnostus
A Pseudagnostus a trilobiták (Trilobita) osztályának Agnostida rendjébe, ezen belül a Diplagnostidae családjába tartozó nem.

## Rendszerezés
A nembe az alábbi alnemek tartoznak:
- Pseudagnostus
- Pseudagnotina
- Sulcatagnostus